# Нафтогазова розвідка в українському секторі Чорного моря
Нафтогазова розвідка в українському секторі Чорного моря – сукупність дій, які провадились у економічній зоні України з метою виявлення родовищ вуглеводнів. 
В 1964 році унаслідок проведення сейсмічних досліджень на захід від півострова Тарханкут виявили структуру Голіцино. Перша придатна для розвідувального буріння установка з’явиться у СРСР на Чорному морі лише наприкінці наступного десятиліття, тому в 1971 році для вивчення зазначеної структури спорудили морську стаціонарну платформу «Голіцино-1» (МСП-1). Буріння тут велось кілька років і в 1975-му зі свердловини №7 нарешті отримали приплив газу, що стало відкриттям Голіцинського родовища. Запаси останнього знаходятьсу у відкладеннях середнього майкопу та палеоцену, при цьому з останнім виявився пов’язаним газоконденсатний поклад, розташований на глибині 2126 – 2208 метрів.  
В 1979-му стала до ладу самопідіймальна бурова установка «Сиваш», що дозволило активізувати розвідувальне буріння, яке тепер не потребувало спорудження платформ. Того ж 1979-го змогли виявити Шмідтівське газове родовище із покладом у відкладеннях олігоцену (той самий середній майкоп), а також ресурсами газоконденсату в нижньому палеоцені та маастрихтському ярусі (верхня крейда). За підсумками 1981 року додались два невеликі газові родовища – Південноголіцинське та Кримське із газовими покладами у середньому майкопі. В 1983-му відкрили Штормове родовище із запасами газу в середньому майкопі та газоконденсатом у відкладеннях нижнього палеоцену. 
У 1987-му виявили Архангельське родовище із газовими покладами у палеоцені, олігоцені та (в значно менших обсягах) у міоцені. В цьому випадку продуктивні палеоценові горизонти залягали на глибині 2973 – 3117 метрів (інші поклади знаходились в інтервалі між 613 та 891 метром).
В 1986 році під час сейсмічних робіт у більш західному районі виявили Одеську структуру, а в 1987-му тут почалось розвідувальне буріння, під час якого отримали припливи газу з пісковиків еоцену (свердловина №1), верхньопалеоценових пісковиків (свердловина №2, інтервал 1408 – 1436 метрів) та нижньопалеоценових вапняків (свердловина №4, інтервал 1570 – 1594 метра). Палеоценові поклади Одеського родовища знаходяться суттєво вище, аніж у Голіцинського та тим більше Архангельського родовищ – на глибинах від 1408 до 1594 метра, тоді як продуктивний еоценовий інтервал припадає на позначки 628 – 641 метр.
Окрім зазначених вище проектів у цей же період здійснили безуспішне розвідувальне буріння на цілому ряді структур – Євпаторійській (щонайменше дві свердловини Євпаторійська-1 та Євпаторійська-2), Південно-Бортовій, Центральній, Іллічівській (також щонайменше дві свердловини Іллічівська-1 та Іллічівська-2), Штильовій, Федорівській, Сельського (відомо про свердловину Сельського-40), Гамбурцева, Десантній, Дельфін, а також розташованих північніше Фланговій, Прадніпровській та Каркиницькій. На останній, розташованій у Тарханкуцькій затоці в районі з глибиною моря 28 метрів, буріння розпочали в 1989-му зі спеціально спорудженої платформи МСП-19.
Також в межах зусиль із розвідки офшорних ресурсів на острові Зміїний спорудили структурну свердловину Морська-1, яка досягнула палеозойських горизонтів (силур – девон).
Проведене в 1997 – 1998 роках розвідувальне буріння (на той час в України вже з’явилась друга самопідіймальна бурова установка «Таврида») дозволило відкрити Безіменне газове родовище. Як і на розташованому дещо південніше Одеському родовищі, газонасиченими виявились відкладення еоцену та палеоцену (з останніх у трьох різних свердловинах отримали припливи газу з позначок 1185, 2055 та 2258 метрів). 
В 2001 році на структурі Олімпійська СПБУ "Сиваш» спорудила дві свердловини та виявила газопрояви у відкладеннях еоцену. Розвідку виконували задля збільшення запасів українського сектору Чорного моря, проте в  подальшому за рішенням міжнародного арбітражу ця структура опинилась у румунській економічній зоні.
Станом на початок 2000-х років вся історія розвідувального буріння в українському секторі Чорного моря була пов’язана із його мілководною північно-західною частиною. Втім, південніше від Керченського півострова також існує певна зона, придатна за глибинами для роботи самопідіймальних бурових установок, і в 2004-му тут на структурі Субботіна розпочали спорудження параметричної свердловини №403. У січні 2006-го вона досягнула фінальної глибини у 4300 метрів, проте ще в 2005-му під час проходження через відкладення нижнього майкопу (олігоцен) була встановлена наявність у них нафти. У 2007-му СПБУ «Сиваш» пробурила та провела випробування розвідувальної свердловини №1, яка досягнула глибини у 3140 метрів та підтвердила відкриття нафтового родовища (першого офшорного нафтового родовища України). До кінця десятиліття на родовищі Субботіна пробурили розвідувальні свердловини №2 та №3 (спорудження останньої велось у березні – грудні 2010-го тією ж СПБУ «Сиваш»).
Існували плани проведення розвідувального буріння в українському секторі Чорного моря на ліцензійній ділянці, яку в другій половині 2000-х років отримала компанія Vanco Prykerchenska, що могло стати першим в Україні випадком буріння на глибинах, котрі перевищують можливості самопідіймальних установок. В 2006-му повідомлялось, що для цього зафрахтували напівзанурену бурову установку Atwood Southern Cross, яка мала провести роботи до січня 2008-го, проте у підсумку обтяжений корупційними звинуваченнями проект Vanco Prykerchenska так і не дійшов до стадії реалізації.